# Zachar Pasjoetin
Zachar Joerjevitsj Pasjoetin (Russisch: Захар Юрьевич Пашутин) (Sotsji, 3 mei 1974) is een voormalig professionele basketbalspeler die speelde voor het nationale team van Rusland. Hij is de jongere broer van Jevgeni Pasjoetin. Hij kreeg de onderscheiding Meester in de sport van Rusland.

## Carrière
Pasjoetin begon zijn carrière bij Spartak Sint-Petersburg en werd kampioen in 1992. Na vijf jaar stapte hij over na Avtodor Saratov waar hij tot 1999 bleef. In 1999 besloot hij naar het buitenland te gaan en tekende een contract bij Pınar Karşıyaka uit Turkije. Na een jaar ging hij naar Frankrijk om te spelen voor ASVEL Lyon-Villeurbanne. Met die club won hij de Franse beker in 2001. Hij keerde terug naar Rusland om te gaan spelen voor topclub CSKA Moskou. Hij won het landskampioenschap van Rusland in 2003. Na een jaar stapte hij over naar Ural-Great Perm. Met deze club won hij de Russische beker in 2004. Na dat jaar keerde hij terug bij CSKA Moskou. Het zou zijn sterkste periode uit zijn loopbaan worden. Hij won het landskampioenschap van Rusland in 2005, 2006, 2007, 2008 en de Russische beker in 2005, 2006, 2007. In 2006 speelde hij de finale om de EuroLeague tegen Maccabi Tel Aviv BC uit Israël. CSKA won met 73-69. In 2007 stonden ze weer in de finale maar verloren van Panathinaikos BC uit Griekenland met 91-93. In 2008 speelde ze weer de finale. Nu wonnen ze weer van Maccabi Tel Aviv met 91-77. Na dit jaar ging hij weer spelen voor Spartak Sint-Petersburg. Na twee seizoenen tekende hij een contract bij UNICS Kazan. Met deze club haalde hij de finale van de EuroCup. Ze wonnen van Cajasol Sevilla uit Spanje met 92 - 77.
In 2012 werd Pasjoetin assistent-coach bij Lokomotiv-Koeban Krasnodar. Hij haalde de finale van de VTB United League in 2013. In 2014 werd Pasjoetin assistent-coach bij het nationale team van Rusland. In 2015 werd Pasjoetin hoofdcoach van Spartak Sint-Petersburg. In 2017 ging hij naar Chimki-Podmoskovje Oblast Chimki, maar in 2018 keerde hij terug naar Spartak Sint-Petersburg.

## Erelijst
- Landskampioen Sovjet-Unie:
  - Tweede: 1991
- Landskampioen GOS: 1
  - Winnaar: 1992
- Landskampioen Rusland: 5
  - Winnaar: 2003, 2005, 2006, 2007, 2008
  - Tweede: 1993, 1997, 1998
  - Derde: 1996, 2011
- Bekerwinnaar Rusland: 4
  - Winnaar: 2004, 2005, 2006, 2007
  - Runner-up: 2003, 2008
- Landskampioen Frankrijk:
  - Tweede: 2001
- Bekerwinnaar Frankrijk: 1
  - Winnaar: 2001
- EuroLeague: 2
  - Winnaar: 2006, 2008
  - Runner-up: 2007
- EuroCup: 1
  - Winnaar: 2011
- Wereldkampioenschap:
  - Zilver: 1998
- Europees Kampioenschap: 1
  - Goud: 2007
  - Brons: 1997

## Speler
4 Karasjov ·
5 Koedelin ·
6 Koerasjov ·
7 Kisoerin ·
8 J. Pasjoetin ·
9 Sjakoelin ·
10 Babkov ·
11 Michajlov ·
12 Z. Pasjoetin ·
13 Fetisov ·
14 Panov ·
15 Nosov ·
Coach: Belov
· Assistent-coach: Kapranov
· Assistent-coach: Jerjomin
4 Karasjov ·
5 Koedelin ·
6 Pasjoetin ·
7 Kisoerin ·
8 Domani ·
9 Tichonenko ·
10 Babkov ·
11 Michajlov ·
12 Morgoenov ·
13 Koerasjov ·
14 Panov ·
15 Nosov ·
Coach: Belov
· Assistent-coach: Jerjomin
· Assistent-coach: 
4 Karasjov ·
5 Koedelin ·
6 Pasjoetin ·
7 Kisoerin ·
8 Domani ·
9 Tichonenko ·
10 Babkov ·
11 Fetisov ·
12 Morgoenov ·
13 Koerasjov ·
14 Panov ·
15 Nosov ·
Coach: Belov
· Assistent-coach: Kapranov
· Assistent-coach: Jerjomin
4 Karasjov ·
5 Koedelin ·
6 Petrenko ·
7 Kisoerin ·
8 J. Pasjoetin ·
9 Tichonenko ·
10 Babkov ·
11 Koerasjov ·
12 Z. Pasjoetin ·
13 Avlejev ·
14 Panov ·
15 Nosov ·
Coach: Belov
· Assistent-coach: Jerjomin
· Assistent-coach: 
4 Tsjikalkin ·
5 Koebrakov ·
6 Basjminov ·
7 Kisoerin ·
8 Morgoenov ·
9 Bazarevitsj ·
10 J. Pasjoetin ·
11 Z. Pasjoetin ·
12 Fetisov ·
13 Kirilenko ·
14 Panov ·
15 Avlejev ·
Coach: Jerjomin
· Assistent-coach: 
· Assistent-coach: 
4 Joedin ·
5 Basjminov ·
6 Panov ·
7 Koedelin ·
8 Tsjikalkin ·
9 Morgoenov ·
10 J. Pasjoetin ·
11 Z. Pasjoetin ·
12 Miloserdov ·
13 Kirilenko ·
14 Savrasjenko ·
15 Samojlenko ·
Coach: Jerjomin
· Assistent-coach: 
· Assistent-coach: 
4 Karasjov ·
5 Basjminov ·
6 Panov ·
7 Koedelin ·
8 Tsjikalkin ·
9 Morgoenov ·
10 J. Pasjoetin ·
11 Z. Pasjoetin ·
12 Chrjapa ·
13 Kirilenko ·
14 Avlejev ·
15 Savrasjenko ·
Coach: Jerjomin
· Assistent-coach: 
· Assistent-coach: 
4 Karasjov ·
5 Jersjov ·
6 Licholitov ·
7 Solovjov ·
8 Koebrakov ·
9 Samojlenko ·
10 Chrjapa ·
11 Pasjoetin ·
12 Monja ·
13 Kirilenko ·
14 Domani ·
15 Savrasjenko ·
Coach: Jelevitsj
· Assistent-coach: Selichov
· Assistent-coach: Sokolovski
· Assistent-coach: Chartsjenkov
4 Ponkrasjov ·
5 Holden ·
6 Licholitov ·
7 Fridzon ·
8 Morgoenov ·
9 Samojlenko ·
10 Chrjapa ·
11 Pasjoetin ·
12 Monja ·
13 Kirilenko ·
14 Ivanov ·
15 Savrasjenko ·
Coach: Babkov
· Assistent-coach: 
· Assistent-coach: 
4 Sjabalkin ·
5 Holden ·
6 Bykov ·
7 Kirilenko ·
8 Morgoenov ·
9 Samojlenko ·
10 Chrjapa ·
11 Pasjoetin ·
12 Monja ·
13 Ponkrasjov ·
14 Savrasjenko ·
15 Padioes ·
Coach: Blatt
· Assistent-coach: 
· Assistent-coach: 
4 Vorontsevitsj ·
5 Holden ·
6 Bykov ·
7 Kirilenko  ·
8 Morgoenov ·
9 Samojlenko ·
10 Chrjapa ·
11 Z. Pasjoetin ·
12 Monja ·
13 Fridzon ·
14 Savrasjenko ·
15 Kejroe ·
Coach: Blatt
· Assistent-coach: 
· Assistent-coach: 

## Assistent coach
1 Zoebkov ·
4 Baboerin ·
5 Pateev ·
7 Fridzon ·
9 Vjaltsev ·
11 Antonov ·
12 Monja ·
13 Chvostov ·
14 Ponkrasjov  ·
20 Vorontsevitsj ·
32 Desjatnikov ·
41 Koerbanov ·
Coach: J. Pasjoetin
· Assistent-coach: Z. Pasjoetin
· Assistent-coach: Maltsev
· Assistent-coach: Artemjev